# Cantharellus elsae
Cantharellus elsae är en svampart som först beskrevs av G. Stev., och fick sitt nu gällande namn av E. Horak 1971. Cantharellus elsae ingår i släktet Cantharellus och familjen kantareller.   Inga underarter finns listade i Catalogue of Life.